# De Donkere Toren: De wind door het sleutelgat
De Donkere Toren: De Wind door het Sleutelgat (originele titel The Dark Tower: The Wind Through the Keyhole) is een fantasy/western-roman van de Amerikaanse schrijver Stephen King. Het is het achtste en tevens laatste boek uit de serie De Donkere Toren. Chronologisch gezien  speelt het verhaal echter tussen Tovenaarsglas en Wolven van de Calla. In het voorwoord noemt King het boek zelf dan ook De Donkere Toren 4,5. Het boek werd voor het eerst gepubliceerd op 21 februari 2012.

## Plot
Na hun ontmoeting met Randall Flagg, vervolgen Roland, Jake, Oy, Eddie en Susannah hun weg naar de Donkere Toren. Wanneer ze een rivier oversteken met een veerpont, waarschuwt de veerman hen dat er een Starkblast aankomt; een ijsstorm. Op zijn advies stoppen ze in een verlaten dorpje verderop en schuilen daar voor de storm in het enige stenen gebouw in de omgeving. Om de tijd te doden verteld Roland zijn Ka-Tet 2 verhalen; een avontuur uit zijn jongere jaren, en een legende die zijn moeder hem vroeger altijd vertelde. 
Nadat Roland beide verhalen verteld heeft, is de storm inmiddels gaan liggen. Het hele dorpje is verwoest, behalve het stenen gebouw waar de Ka-Tet in schuilt. 

### De Huid-Man
Dit eerste verhaal speelt enkele weken na Rolands belevenissen in Mejis (te lezen in “Tovenaarsglas”). Roland en zijn vriend Jamie De Curry worden door Rolands vader naar het stadje Debaria gestuurd, waar een Huid-Man (skin-man) actief zou zijn; een mens die naar believen in dieren kan veranderen. Deze Huid-Man heeft al meerdere slachtoffers gemaakt.  Roland en Jamie zijn getuige van de nasleep van de laatste aanval van de huid-man, waarbij de bewoners en het personeel van een boerderij zijn afgeslacht. 
Roland deduceert dat de huid-man mogelijk een mijnwerker uit de lokale zoutmijn is, daar alle aanvallen van de huid-man rondom dit gebied plaatsvinden. Terwijl ze met de lokale sheriff, Hugh Peavy, de boerderij onderzoeken, ontmoeten ze een overlevende van de aanval; een jongen genaamd Bill Streeter. Bills vader is onder andere slachtoffer  van de huid-man geworden. Met behulp van hypnose laat Roland Bill vertellen wat er gebeurd is. De jongen blijkt de huid-man in zijn menselijke gedaante gezien te hebben. Roland brengt Bill voor zijn eigen veiligheid onder in een cel in het kantoor van de sheriff. Hij en Jamie bedenken een plan; ze laten alle verdachten naar Bill komen in de hoop dat  Bill de huid-man kan identificeren, of dat de huid-man zichzelf zal verraden door te proberen te vluchten of Bill aan te vallen. Terwijl Jamie de verdachten ophaalt, verteld Roland Bill een verhaal dat zijn moeder vroeger vaak aan hem voorlas; de wind door het sleutelgat.
Nadat Roland zijn verhaal verteld heeft, arriveert Jamie met de verdachte mijnwerkers. Bill identificeert een man genaamd Ollie Ang als de huid-man; hij herkend hem vanwege een tatoeage op diens enkel gecombineerd met een litteken. Wetende dat het spel uit is, veranderd de Huid-Man zichzelf in een slang en doodt twee mensen alvorens Roland hem doodt met een zilveren kogel, die hij kort daarvoor had laten maken bij een smederij. Van een andere mijnwerker verneemt Roland dat Ollie mogelijk een huid-man geworden is als gevolg van blootstelling aan een relikwie van de Grote Ouden. 
Bill wordt nadien ondergebracht bij een kloostergemeenschap waar Rolands moeder ook een tijdje gewoond heeft. De hoofdzuster, Everlynne, geeft Roland nog een brief die zijn moeder daar voor hem achterliet. Uit de brief blijkt dat ze wist dat ze zou sterven door Rolands toedoen, maar ze koos er desondanks voor terug te keren naar Gilead.

### De wind door het sleutelgat
Dit verhaal wordt halverwege Rolands eerste verhaal verteld.
Het verhaal draait om de jongen Tim Ross, die met zijn ouders in een reeds vergeten dorpje genaamd Boom woont, gelegen aan de rand van een ijzerhoutbos. Zijn vader, Ross, is houthakker. Op een dag keert alleen Ross’ vriend en partner Kells terug uit het bos met de mededeling dat Ross gedood is door een draak. In de nasleep van zijn overlijden trouwt Tims moeder Nell noodgedwongen met Kells, omdat ze in haar eentje de jaarlijkse belastingen niet kan betalen. Kells ontpopt zich echter al snel tot een agressieve, drankzuchtige echtgenoot met losse handjes. 
De belastingen worden jaarlijks geïnd door een afgevaardigde uit Gilead die bij iedereen enkel bekendstaat als De Convenant Man (wederom een gedaante van Randall Flagg). De Convenant Man neemt Tim even terzijde, en geeft hem een magische sleutel die eenmalig elk gewenst slot kan openen. Tim gebruikt dit op een kist van Kells en vindt in de kist zijn vaders geluksmunt. Wanneer hij de Convenant Man later in het bos opzoekt, toont deze hem dat Kells Ross gedood heeft, en niet een draak. Ook toont hij Tim een visioen over hoe Kells in wederom een dronken bui Nell zodanig mishandeld dat ze blind wordt. Tim haast zich terug naar het dorp, waar zijn moeder nu verzorgd wordt door de schoollerares, de weduwe Smack. Zij waarschuwt Tim om de convenant man niet te vertrouwen, daar hij een zwarte magiër is. 
De Convenant Man stuurt Tim echter een visioen waarin Tim ziet hoe hij de magiër Maerlyn zal ontmoeten in het bos, die hem iets kan geven om zijn moeders gezichtsvermogen te herstellen. Tim wil kostte wat het kost dit medicijn gaan halen. Wetende dat ze hem niet tegen kan houden, geeft de Smack hem een oud pistool dat haar broer ooit buitgemaakt heeft mee. Eenmaal in het bos ontmoet Tim een fee genaamd Armaneeta, maar zij blijkt een handlanger van de Convenant Man en lokt Tim een moeras in alwaar hij wordt aangevallen door een draak en andere monsters. Met het pistool kan Tim zich verdedigen. Dit trekt de aandacht van een stam van plantwezens, die denken dat Tim een scherpschutter is en hem hulp aanbieden. Ze helpen hem het moeras uit en geven hem een oude navigatiecomputer genaamd Daria (een van de weinige overgebleven gadgets van de oude beschaving) om hem op weg te helpen. 
Naarmate Tim zijn weg vervolgt, blijkt steeds meer dat er een Starkblast aankomt en Tim snel moet schuilen. Hij komt uiteindelijk bij een Dogan. Naast de dogan zit een enorme tijger opgesloten in een kooi. Om zijn nek heeft hij een sleutelkaart en een sleutel. Via een briefje achtergelaten door de Convenant Man ontdekt Tim dat de keycard hem toegang tot de dogan kan bieden, waardoor Tim voor de keuze wordt gesteld; de tijger doden zodat hij de sleutelkaart kan pakken en in de Dogan kan schuilen, of de Starkblast zo trotseren. Tim voelt dat er iets niet klopt en laat de tijger in plaats daarvan vrij. Het dier doet hem opvallend genoeg niks. De sleutelkaart blijkt niet te werken op de deur van de dogan, maar de tijger toont Tim een metalen kist die met de sleutel geopend kan worden. In de kist zit onder andere een doek, die zich uitvouwt tot een magische deken waaronder Tim en de tijger voor de storm kunnen schuilen. 
Wanneer de storm voorbij is, vindt Tim in dezelfde kist een flesje met een vloeistof. Wanneer hij dit aan de tijger geeft, verandert deze terug in zijn ware gedaante; de magiër Maerlyn. Hij was ooit door de Scharlaken Koning in een tijger veranderd, en de Convenant Man had gehoopt dat Tim Maerlyn zou doden om toegang tot de dogan te krijgen. Nu het plan is mislukt, zal de Convenant Man moeten vluchten voor de koning en dus geen probleem meer vormen voor het dorp. Maerlyn voorspelt Tim dat hij later een echte scherpschutter zal worden. Vervolgens helpt hij Tim om terug te keren naar zijn dorp, alwaar Tim de resterende inhoud van het flesje gebruikt om zijn moeders ogen te genezen. Niet veel later keert Kells terug. Hij vermoord Smack en probeert Tim te wurgen, maar wordt door Nell vermoord met de bijl van Ross.

## Achtergrond
In maart 2009 gaf King in een interview aan interesse te hebben in nog een Donkere Toren-boek, hoewel hij de reeks officieel in 2004 beëindigd had. Op 10 november 2009, terwijl hij op het TimesTalk event in New York was om zijn boek Gevangen te promoten, gaf King toe inderdaad bezig te zijn met een achtste Donkere Toren-boek. Een dag later werd dit nieuws ook officieel bevestigd op Kings website, alsmede de titel van dit nieuwe boek: De Wind door het Sleutelgat.
Op 1 december 2009 startte King op zijn website een poll waarin lezers aan konden geven welk boek King volgens hen eerst moest schrijven: De Wind door het Sleutelgat of Dr. Sleep. Dr. Sleep sleep won uiteindelijk met 5,861 stemmen tegen 5,812 stemmen voor De Wind door het Sleutelgat.
Tekenaar Jae Lee, die tevens meewerkte aan de Marvel Comics-strip van Kings Donkere Toren-serie, ontwierp een serie illustraties voor De Wind door het Sleutelgat. Net als  bij de vorige boeken bracht uitgeverij Grant eerst een beperkte oplage uit met deze illustraties erin, alvorens aan de massaproductie zonder illustraties te beginnen. De eerste editie werd in twee versies uitgebracht; de traycased Deluxe Edition van 800 exemplaren, die gesigneerd zijn door King, en een Artist’s Edition van 5000 exemplaren, gesigneerd door Jae Lee. 